# 阿亞維里區 (梅爾加省)
阿亞維里區（西班牙語：Distrito de Ayaviri），是秘魯的一個區，位於該國東南部普諾大區的梅爾加省，面積1,013.14平方公里，海拔高度3,907米，2005年人口25,346，人口密度每平方公里25人。